# Angelina Jordan

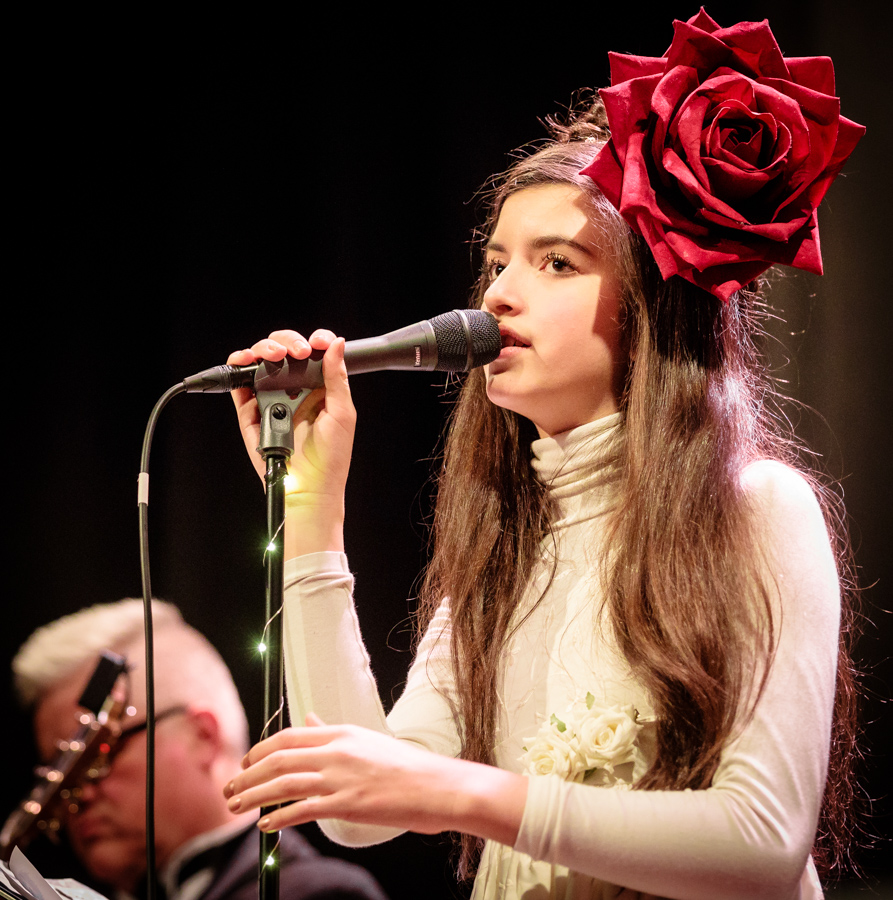
Angelina Jordan in 2017

Angelina Jordan Astar (Oslo, 10 januari 2006) is een Noorse zangeres die op 7-jarige leeftijd in 2014 deelnam aan de "Norway's Got Talent"-show met het lied Gloomy Sunday, gezongen in de stijl van Billie Holiday. In de finale (8 jaar oud) werd zij winnaar met het lied Summertime" van George Gershwin.
De aandacht voor video's van optredens van Angelina op Youtube was fenomenaal en trok de aandacht van de pers wereldwijd. Ze stond onder andere in Time en People. In 2014 trad ze op tijdens het concert van de Nobelprijs voor de Vrede en met Fly Me to the Moon in het Amerikaanse televisieprogramma The View. 
In 2020 deed Angelina Jordan mee aan het 2e seizoen van de casting show America's Got Talent: The Champions, een spin-off van America's Got Talent, waar jurylid Heidi Klum in de First Auditions de zogenaamde Golden Buzzer voor haar indrukte. 
Op 26 augustus 2020 maakte haar manager en oom Michael Astar bekend dat Angelina een contract had gesloten met platenmaatschappij Republic Records.
Angelinas moeder is Noors van Iraanse afkomst, haar vader Zweeds. Zij heeft een jongere zus en woont in Oslo sinds de familie uit de VS is teruggekeerd. Daar volgt zij voor haar zangopleiding de vrijeschool en het buitenschoolse programma van de Academie voor Muziek en Uitvoerende Kunsten. Zij speelt ook piano, viool en fluit.
Naast een zangcarrière zet Angelina zich in voor milieuzaken en goede doelen voor kinderen.
- Bibsys: 1453362517985
- International Standard Name Identifier: 0000 0004 6683 3451
- MusicBrainz: dd169226-a2ab-47e9-9dd8-cf9bc2cb4f04
- Virtual International Authority File: 19145971446432331635